# John Bahcall
John Norris Bahcall (Shreveport, Luisiana, Estados Unidos, 30 de diciembre de 1934-Nueva York, 17 de agosto de 2005) fue un astrofísico estadounidense conocido principalmente por sus aportes acerca del problema de los neutrinos solares, su desarrollo del telescopio espacial Hubble y su liderazgo y evolución del Instituto de Estudios Avanzados de Princeton.

## Primeros años
De origen judío, nació en Shreveport, Luisiana y a muy temprana edad tuvo la aspiración de convertirse en rabino reformista. Habiendo sido campeón estatal de tenis en la escuela secundaria, comenzó sus estudios universitarios en la Universidad Estatal de Luisiana como estudiante de filosofía con una beca de tenis. Después se trasladó a California, donde continuó sus estudios de filosofía en la Universidad de California, Berkeley en la que, como requisito para graduarse, tuvo que estudiar física.
Se graduó en Física en Berkeley en 1956, obtuvo su licenciatura en 1957 en la Universidad de Chicago y su doctorado en Harvard en 1961.

## Carrera profesional
Se convirtió en investigador en física en la Universidad de Indiana en 1960 y trabajó en el Instituto de Tecnología de California entre 1962 y 1970, donde, entre otros, trabajó junto a Richard Feynman, Murray Gell-Mann y William Fowler.
Más tarde, en 1971, fue nombrado profesor del Instituto de Estudios Avanzados de Princeton.  En 1976 se convirtió en miembro de la Academia Nacional de Ciencias, presidente de la Sociedad Astronómica Estadounidense de 1990 a 1992 y presidente de la Sociedad Americana de Física hasta su fallecimiento.
Estaba casado con la profesora de astrofísica de la Universidad de Princeton, Neta Bahcall, a quien conoció cuando era estudiante de posgrado en el Instituto Weizmann y con quien tuvo tres hijos.

## Investigación
Bahcall se destacó por su trabajo en el establecimiento del modelo solar estándar. Pasó gran parte de su vida investigando el problema de los neutrinos solares junto al químico físico Raymond Davis, en el Experimento Homestake, creando un detector subterráneo de neutrinos en una mina de oro de Dakota del Sur, esencialmente un gran tanque lleno de líquido de limpieza. El flujo de neutrinos encontrado por el detector fue un tercio de la cantidad predicha teóricamente por Bahcall, una discrepancia que tardó más de treinta años en resolverse.
En 2002, el Premio Nobel de Física fue otorgado a Davis y Masatoshi Koshiba por su trabajo pionero en la observación de los neutrinos predichos a partir del modelo solar de Bahcall.
La otra gran aportación que Bahcall hizo a la astrofísica fue el desarrollo y la implementación del Telescopio Hubble, en colaboración con Lyman Spitzer, Jr., desde la década de 1970 hasta el lanzamiento del telescopio en 1990.

## Premios
Entre otros muchos, destacan
- Medalla Nacional de Ciencia de Estados Unidos en 1998.)[1]
- Medalla de oro de la Real Sociedad Astronómica en 2003.[6]
- Medalla Benjamin Franklin de Estados Unidos en 2003.[6]
- Premio Enrico Fermi en 2003.[6]

## Algunas publicaciones
- John N. Bahcall. Neutrino Astrophysics. Cambridge University Press, 1989, ISBN 0-521-37975-X
- John N. Bahcall, Alan Lightman. Time for the Stars. Astronomy in the 1990s. Warner Books, 1994, ISBN 0-446-67024-3
- John N. Bahcall, Jeremiah P. Ostriker. Unsolved Problems in Astrophysics. Princeton University Press, 1997, ISBN 0-691-01607-0
- John N. Bahcall, W. C. Haxton, K. Kubodera. Neutrino Physics. Its Impact on Particle Physics, Astrophysics, and Cosmology. World Scientific Publ. Co. 2001, ISBN 981-02-4472-X
- John N. Bahcall, Raymond Davis Jr., Peter Parker. Solar Neutrinos. Westview Press, 2002, ISBN 0-8133-4037-3
- John N. Bahcall, Steven Weinberg, Tsvi Piran. Dark Matter in the Universe. World Scientific Publ. Co. 2004, ISBN 981-238-841-9

#### Obituarios
- Nature.
- New York Times.
- The Times.

- Esta obra contiene una traducción parcial derivada de «John N. Bahcall» de Wikipedia en inglés, concretamente de esta versión del 19 de enero de 2022, publicada por sus editores bajo la Licencia de documentación libre de GNU y la Licencia Creative Commons Atribución-CompartirIgual 4.0 Internacional.

- Datos: Q710842
- Multimedia: John N. Bahcall / Q710842